# Glossogobius obscuripinnis
Glossogobius obscuripinnis är en fiskart som först beskrevs av Peters, 1868.  Glossogobius obscuripinnis ingår i släktet Glossogobius och familjen smörbultsfiskar. Inga underarter finns listade i Catalogue of Life.